# 圣诞精神
《圣诞精神》（英語：The Spirit of Christmas）是兩部同名的美國動畫短片，後為方便區別而分別改名為《耶稣大戰雪人》（英語：Jesus vs. Frosty，1992年）和《耶稣大戰聖誕老人》（英語：Jesus vs. Santa，1995年），為動畫電視劇《南方公园》的前身，兩部短片皆由特雷·帕克和馬特·斯通編劇、執導及配音。《耶稣大戰雪人》講述四名男孩賦予了雪人生命，雪人卻開始大開殺戒，男孩找上了耶穌擊敗雪人；而《耶稣大戰聖誕老人》的劇情則圍繞著耶穌與聖誕老人因對聖誕節的定義而大打出手。
帕克與斯通就讀科羅拉多大學波德分校時拍攝了《耶稣大戰雪人》。之後兩人為福斯廣播公司創作的試播集被拒絕，福斯製作人布萊恩·格拉登請兩人製作一支聖誕節的短片，好讓他寄送給他的朋友。這部短片後來被命名為《耶稣大戰聖誕老人》。
《耶稣大戰聖誕老人》在美國廣為流傳，成為病毒式影片的先例之一，同時也讓帕克與斯通得以將他們的概念發展成《南方四賤客》。1997年，《耶穌大戰聖誕老人》榮獲洛杉磯影評人協會獎的最佳動畫電影獎。兩部《聖誕精神》後收錄在《南方四賤客》第一季的第一碟中。

## 劇情概要

### 《耶稣大戰雪人》

《耶稣大戰雪人》中，四名男孩將帽子放到雪人頭上

《耶稣大戰雪人》以四名男孩堆雪人为开头。男孩們给雪人戴上了神奇的帽子而让它有了生命，然而雪人既邪恶又疯狂，长出了触手并杀死了肯尼（形似日後《南方四賤客》中的阿ㄆㄧㄚˇ）。这让另一个男孩说出了一句「我的天啊！雪人殺了肯尼！」（Oh my God! Frosty killed Kenny!）。随后男孩们去找圣诞老人，但找到的圣诞老人其實是由雪人伪装而成的。这次雪人杀死了另一名男孩（形似《南方四賤客》中的阿尼）。倖存的兩名男孩去找耶穌，耶穌利用頭上的光環打掉了神奇帽子，使雪人變回了一般的雪。其中一名男孩說出了一句話「你知道嗎？我今天學到了一些東西」（You know, I learned something today）後，兩人便回家了。

### 《耶稣大戰聖誕老人》

《耶稣大戰聖誕老人》中，聖誕老人將耶穌舉起

在該片的開頭，四名男孩唱著《我們祝你聖誕快樂》。突然，屎蛋停了下來，告訴凱子，凱子應該要唱光明節的歌，因為「猶太人不慶祝聖誕節」，而阿ㄆㄧㄚˇ又在旁加油添醋。眾人開始爭執。這時，耶穌出現在他們的面前，並請男孩們帶他去大賣場，他們在那裡看見了聖誕老人。耶穌對聖誕老人感到憤怒，就耶穌看來，聖誕老人用禮物削弱了人們對聖誕節其實是耶穌生日的認知。聖誕老人堅稱聖誕節是送禮的節日，不只是要記住耶穌的生日，並稱兩人「將會做個了結」，他們之中「只能剩下其中一個」。
耶穌與聖誕老人開始打鬥，意外波及到了附近的孩童及阿尼，導致他們死亡。兩人纏鬥在一起，並要求男孩們幫助自己。屎蛋遲疑了片刻，說：「布萊恩·博伊塔諾會怎麼做？」這時，博伊塔諾本尊忽然現身，告訴眾人應該要善待彼此。悟出其中道理的男孩將之告訴耶穌與聖誕老人，兩人聽後備感慚愧，並感謝了男孩們。最後，男孩們回到了自己的家。

## 製作背景
帕克與斯通在科羅拉多大學波德分校相遇，兩人於1992年合力製作了《聖誕精神》，片長約4分鐘。帕克與斯通使用紙和一架老舊的8毫米攝影機來拍攝該片。在第一部短片之後，帕克斯通製作了低成本電影《食人魔：歌舞版》，並為此成立製片公司:4。畢業之後兩人前往好萊塢發展，藉由在日舞影展建立的人脈與福斯主管布萊恩·格拉登搭上線。格拉登讓兩人製作兒童動畫節目《Time Warped》的試播集「Rom and Jul」，然而福斯否決了該企劃。1995年，格拉登請帕克與斯通製作一支新的《聖誕精神》短片，用來當作聖誕賀卡寄人。格拉登給了2,000美元當做預算，最後兩人只花了750美元來拍片，剩餘收進自己的口袋。與前一部短片相同，兩人仍使用紙張來製作，且大部分的對白都是兩人即興創作的。該片標記由出品，片長約5分鐘。帕克的友人艾瑞克·史陶在製片作業中提供了點協助，他後來成為了《南方四賤客》的動畫師。

## 發表與迴響
據傳，《耶稣大戰雪人》於1992年12月在一次學生電影放映會中首次亮相。《耶稣大戰聖誕老人》則是由格拉登在1995年聖誕節時當成賀卡發送給他的80個朋友。影片傳播迅速，帕克表示：「到了（隔年）2月，每個州都可以聽到這部短片的消息。」影片被認定為病毒式影片的先例之一。有報導稱佐治·古尼將該片拷貝了300份要送給朋友。因《耶稣大戰聖誕老人》愈來愈流行，帕克和斯通試圖將該片發展為電視劇。喜劇中心的主管道格·赫爾佐格看到後認為非常有趣，幫助將該片發展成電視劇，而最終這部電視劇就是1997年首播的《南方四賤客》。
1997年12月，《聖誕精神》與迪士尼動畫片《大力士》並列洛杉磯影評人協會獎最佳動畫電影。1998年，《耶稣大戰聖誕老人》在史派克與麥克的又酷又怪異動畫節上放映。

## 後續
兩部《聖誕精神》後收錄在《南方四賤客》第一季的第一碟中。《耶穌大戰聖誕老人》還被收錄在遊戲《老虎伍茲99》的PlayStation版中，作為彩蛋。玩家只要將遊戲光碟放入個人電腦中，並在資料夾點開一份名為「Zzdummy.dat」的檔案即可觀賞。該遊戲於1999年1月發售，但後因未經授權就收錄《耶穌大戰聖誕老人》而被美商藝電撤回。在《南方公園劇場版》（1999年）的歌曲布萊恩·博伊塔諾會怎麼做？的音樂錄影帶（MV）中，有一小段取自《耶稣大戰聖誕老人》的鏡頭。

## 備註
1. ↑  後改名為《耶稣大戰雪人》，以區別後來的另一支同名短片。
2. ↑  另一說是1200美元[5]。

## 外部連結
- 互联网电影数据库（IMDb）上《The Spirit of Christmas (1992)》的资料（英文）
- 互联网电影数据库（IMDb）上《The Spirit of Christmas (1995)》的资料（英文）